# Iris Barry
Iris Barry, verheiratete Iris Porter und Iris Abbott (getauft am 2. Juni 1895 als Iris Sylvia Crump in Washwood Heath, Birmingham, Vereinigtes Königreich; gestorben am 22. Dezember 1969 in Marseille, Frankreich) war eine britisch-amerikanische Schriftstellerin, Filmkritikerin und Filmhistorikerin. Sie war 1925 in London die Mitbegründerin der Film Society, eines der ersten Filmklubs der Welt, und 1935 in New York City die erste Kuratorin der Film Library des Museum of Modern Art in New York City.

## Leben
Barry wurde wahrscheinlich im März 1895 als Iris Sylvia Crump im Bezirk Washwood Heath nahe der Innenstadt von Birmingham geboren. Ihr Vater, ein Kupferschmied, verließ die Familie als Iris noch ein Säugling war, ihre Mutter beschäftigte sich mit Wahrsagerei. Iris wurde von ihrer Mutter und deren Eltern, englischen Milchbauern, aufgezogen. Ihre Schulzeit verbrachte sie auf einer Klosterschule in England und auf einem Ursulinenkonvent im belgischen Verviers. 1911 bestand sie die Zulassungsprüfung für ein College der University of Oxford, aber da ihre Aufnahme sich hinauszog ging sie nach Frankreich. Der Beginn des Ersten Weltkriegs zwang sie zur Rückkehr nach Birmingham, wo sie Gelegenheitsarbeiten ausübte, so oft wie möglich das Kino besuchte und Gedichte schrieb.
Einige der Gedichte Barrys wurden in der US-amerikanischen Lyrik-Zeitschrift Poetry. A Magazine of Verse veröffentlicht. Dadurch wurde der Europa-Korrespondent der Zeitschrift, Ezra Pound, auf Barry aufmerksam und begann eine Korrespondenz mit ihr. Schließlich zog Barry 1916 oder 1917 nach London. Pound führte sie in die Kreise der führenden Autoren und Künstler der Zeit ein, zu denen auch der 13 Jahre ältere Schriftsteller und Maler Wyndham Lewis gehörte. Mit ihm hatte Barry einen 1919 geborenen Sohn und eine ein Jahr jüngere Tochter. Beide Kinder wurden von Barrys Mutter aufgezogen und lernten ihre leibliche Mutter erst spät kennen. Barry übte während dieser Jahre in London verschiedene Tätigkeiten aus, darunter als Aushilfs-Bibliothekarin an der School of Oriental and African Studies, sie besuchte fast täglich Kinovorstellungen und begann schließlich über die gesehenen Filme zu schreiben.
Die Bekanntschaft mit dem Kinobetreiber Sidney Bernstein führte dazu, dass Barry für ihn Filmkritiken verfassen konnte. 1923 erschien ihr Buch Splashing into Society, eine humorvolle Geschichte über die Kunst und den Erfolg als Künstler, erzählt aus der Perspektive eines Kindes. Im selben Jahr begann sie Filmkritiken für das konservative britische Wochenmagazin The Spectator zu verfassen. Diese Tätigkeit übte sie als erste Filmkritikerin des Landes vier Jahre lang aus. Beim Spectator lernte sie ihren ersten Ehemann Alan Porter (1899–1942) kennen, einen Dichter aus Oxford und Feuilletonisten des Magazins.
Barry erwarb sich bald den Ruf einer Cineastin mit überragender Sachkunde und gründete im Oktober 1925 mit Gleichgesinnten wie Sidney Bernstein, dem Filmproduzenten Ivor Montagu, dem Filmregisseur und Drehbuchautor Adrian Brunel, dem Schauspieler Hugh Miller, ihrem Kritikerkollegen Walter C. Mycroft und dem Bildhauer Frank Dobson die Londoner Film Society. The Film Society war einer der ersten Filmklubs der Welt und hatte vorrangig das Ziel, solche Filme zur Aufführung zu bringen, die von der auf den Mainstream ausgerichteten Filmwirtschaft übergangen wurden oder deren öffentliche Aufführung von der Filmzensur verboten worden war. Die Film Society organisierte bis 1939 mehr als 100 Vorführungen sonst unerreichbarer Filme.
1925 wurde Barry Filmkorrespondentin der Boulevardzeitung Daily Mail. Im folgenden Jahr erschien ihr Buch Let’s go to the pictures, eine Betrachtung des Kinos und des Kinofilms als Unterhaltungsmedium und eine neue Form der Kunst. Barrys Tätigkeit für die Daily Mail währte bis 1930, sie wurde wegen einer negativen Filmkritik entlassen. Lord Rothermere, der Herausgeber der Daily Mail, hatte sich am Abend der Premiere der romantischen Filmkomödie Knowing Men mit der Schriftstellerin und Drehbuchautorin Elinor Glyn getroffen, die die Romanvorlage geschrieben hatte und bei der Verfilmung erstmals als Filmregisseurin arbeitete. Ohne Barrys Wissen versprach Rothermere Glyn eine wohlwollende Rezension. Barry bescheinigte dem Film hingegen in ihrem Verriss ein unglaublich niedriges Niveau (an abysmally low level). Am nächsten Morgen erhielt sie ihren letzten Gehaltsscheck mit der Anmerkung No questions. No excuses. No job. Sie wanderte mit ihrem Ehemann in die Vereinigten Staaten aus. Während Porter als Englischlehrer an die Elite-Hochschule Vassar College in Poughkeepsie im Bundesstaat New York ging schrieb Barry als Ghostwriter ein Buch über Afghanistan und mit der Hilfe Porters ein Buch über Traumdeutung. Das Ehepaar Porter ließ sich im Juli 1934 scheiden.
In New York City fand Iris Barry erst 1932 Anschluss an die Kunstszene, als sie in einen Kreis um den Galeristen Kirk Askew und seine Ehefrau Constance aufgenommen wurde. Weitere Mitglieder der Gruppe waren Lincoln Kirstein, die Komponisten Paul Bowles und Virgil Thomson, der Schauspieler, Drehbuchautor und Filmregisseur John Houseman, der Architekturhistoriker Henry-Russell Hitchcock, der Architekt Philip Johnson, der seinerzeit die Abteilung für Architektur und Design des 1929 eröffneten Museum of Modern Art leitete, und das Kunsthistoriker-Ehepaar Margaret Scolari Barr und Alfred Barr. Barr war Direktor des Museum of Modern Art. Diese Kontakte verschafften ihr zunächst 1932 eine Anstellung im MoMA, um die Filmbibliothek aufzubauen. Bei den Askews lernte Barry auch John E. „Dick“ Abbott kennen, einen früheren Geschäftsmann der Wall Street und Filmenthusiasten. Binnen eines Monats nach Barrys Scheidung heiratete sie Abbott. Als 1935 das Museum of Modern Art Department of Film gegründet wurde, machte man Abbott zum Direktor und Iris Barry zur ersten Kuratorin.
Barrys Aufgaben als Kuratorin umfassten neben der Beschaffung von Filmen und ihrer wissenschaftlichen Bearbeitung den Kontakt mit allen Strukturen der Filmindustrie, um für ihre Sammlung und für die Akzeptanz des Mediums Film als Kunstform und als erhaltenswertes Kulturgut zu werben. Daher führten sie ihre ersten Reisen nach Hollywood, wo es ihr gelang die Vertreter des US-amerikanischen Films für ihre Sache zu gewinnen. Weitere Reisen führten sie ab 1936 nach Europa, wo sie Filme ausfindig machte und für ihr Museum ankaufte und Kontakt zu den wenigen bereits existierenden Filmarchiven aufnahm. 1938 erschien ihre Übersetzung der französischen Histoire du Cinéma von Maurice Bardèche und Robert Brasillach. Bei der Oscarverleihung 1938 wurde die Filmabteilung des Museum of Modern Art von der Academy of Motion Picture Arts and Sciences mit einem „Oscar“ ausgezeichnet, für die Bemühungen der Institution um die Archivierung von Filmen und für ihre Arbeit zur Anerkennung des Films als Kunstform. Die Zuerkennung der Auszeichnung gilt als das Verdienst Iris Barrys. 1940 kuratierte sie im Museum of Modern Art die Ausstellung D.W. Griffith: American Film Master. Das von ihr zu dieser Ausstellung verfasste Begleitheft gilt bis heute als Standardwerk. Barrys Arbeit für das MoMA wurde auch kritisch betrachtet. Sie bevorzugte unter den aktuellen Filmen die unbeachteten und in ihren Augen künstlerisch und filmhistorisch wertvollen Arbeiten und mied den Mainstream. Damit setzte sie sich dem Vorwurf der Unkenntnis, der Arroganz und des Dogmatismus aus, der dazu führe, dass das MoMA nur über eine lückenhafte Filmsammlung verfüge.
Seit Barrys Europareise 1936 fand ein Austausch von Filmen und anderen Materialien zwischen dem Museum of Modern Art, dem Berliner Reichsfilmarchiv, der französischen Cinémathèque française mit Henri Langlois und dem British Film Institute statt. 1938 war Barry als zweite Vertreterin des MoMA Gründungsmitglied der Fédération Internationale des Archives du Film. Erster Präsident der Organisation wurde Barrys Ehemann und Vorgesetzter John E. Abbott. Von 1946 bis 1966 war Barry als Founding President Mitglied des Exekutivkomitees der Fédération Internationale des Archives du Film.
Die Bemühungen Barrys und ihrer weltweit nur wenigen Kollegen der Filmarchive waren der Beginn der organisierten Filmrestaurierung. In den vier Jahrzehnten seit 1895 waren unzählige Filme verloren gegangen, da sie von der Filmwirtschaft nur unter wirtschaftlichen und nicht unter kulturhistorischen und künstlerischen Gesichtspunkten bewertet wurden. Die Lagerung von Filmen kostete Geld und war in der Zeit des Zelluloidfilms außerordentlich gefährlich. Die Kosten wurden vermieden, wenn ein Film nicht zur späteren Wiederaufführung geeignet erschien. Hinzu kam der Wert des Filmmaterials als Rohstoff, wegen des enthaltenen Silbers. Neben der vorsätzlichen Zerstörung waren Nachlässigkeit bei der Lagerung, Feuer und Zersetzung des Films Gründe für den Verlust von Filmen. Auch die Library of Congress und ihr United States Copyright Office halfen nicht: von 1894 bis 1912 wurden Paper Prints als Beleg bei der Anmeldung gefordert, und von 1912 bis 1942 war es möglich durch die Vorlage von Dokumenten wie Filmplakaten und Drehbüchern das Urheberrecht geltend zu machen. Von 1912 bis 1942 erhielt die Library of Congress nur 30 Filme zur Archivierung. Es wird geschätzt, dass von der US-amerikanischen Filmproduktion vor 1950 75 Prozent der Stummfilme und 50 Prozent der Tonfilme als verschollene Filme betrachtet werden müssen.
Iris Barry wurde 1941 amerikanische Staatsbürgerin. Abbott wechselte bald auf andere Positionen innerhalb des Museum of Modern Art und Barry wurde 1946 auch Direktorin der Filmabteilung. Die Ehe mit Abbott wurde vor 1950 geschieden. 1949 erkrankte Barry erstmals an Krebs, wurde aber erfolgreich therapiert. Gleichzeitig wurde sie in Anerkennung ihrer Verdienste um den französischen Film – namentlich der Unterbringung der Bestände der Cinémathèque française während der deutschen Besetzung Frankreichs im Zweiten Weltkrieg – zum Chévalier der Légion d’honneur ernannt. Im selben Jahr verließ sie die Vereinigten Staaten und zog nach Frankreich. Dort war sie weiter als Vertreterin des Museum of Modern Art tätig, kaufte Material für die Sammlung an oder besuchte für das MoMA Filmfestivals. Eine Weile lebte sie in Fayence im südfranzösischen Département Var mit einem jungen Franzosen in einem verfallenen Bauernhaus und führte im früheren Haus des 1957 verstorbenen Arthur Everett Austin jr., bis 1944 Direktor des Wadsworth Atheneum, einen Antiquitätenladen. 1955 drohte ihr unter dem McCarthyismus wegen angeblicher kommunistischer Betätigung der Entzug der US-amerikanischen Staatsbürgerschaft, doch die von Mitarbeitern des MoMA bestätigte Zugehörigkeit zum Museum bewahrte sie davor. Iris Barry erkrankte 1969 erneut an Krebs. Da sie mittellos war, mussten Freunde und ehemalige Kollegen einspringen und ihre Behandlungskosten begleichen. Iris Barry starb am 22. Dezember 1969 in Marseille.

## Veröffentlichungen (Auswahl)

### Lyrik und Belletristik
- The Fledgling, Impression und Study. In: Poetry. A Magazine of Verse, 1. Juli 1916, Band 8, S. 187; JSTOR:20570846, Textarchiv – Internet Archive.
- Domestic, Double und Town-Mouse. In: Poetry. A Magazine of Verse, 1. Juli 1916, Band 8, S. 188–189; JSTOR:20570850, Textarchiv – Internet Archive.
- Enough Has Been Said of Sunset und Impression. In: Poetry. A Magazine of Verse, 1. Juli 1916, Band 8, S. 189–190; JSTOR:20570852, Textarchiv – Internet Archive.
- Lamentation und Virgin Moon. In: Poetry. A Magazine of Verse, 1. September 1922, Band 20, S. 312; JSTOR:20573746, Textarchiv – Internet Archive.
- An Unposted Letter und Nocturne. In: Poetry. A Magazine of Verse, 1. September 1922, Band 20, S. 313; JSTOR:20573749, Textarchiv – Internet Archive.
- Splashing into society. London: Constable & Co. 1923;
- Let’s go to the pictures. Chatto & Windus, London 1926; archive.org.
- Here is Thy Victory. Elkin Matthews and Marrot, London 1930.

### Kunst- und Filmgeschichte
- Portrait of Lady Mary Wortley Montagu, Benn, London 1928;
- Übersetzung der Histoire du Cinéma von Maurice Bardèche und Robert Brasillach: The History of Motion Pictures. Norton, New York City 1938;
- D.W. Griffith: American Film Master. Museum of Modern Art, New York City 1940; moma.org (PDF).
- Why wait for posterity? In: Hollywood Quarterly 1946, Band 1, No. 2, S. 131–137, doi:10.2307/1209552.